# Bonn-Cologne Graduate School of Physics and Astronomy
Die Bonn-Cologne Graduate School of Physics and Astronomy (BCGS) ist ein gemeinsames Graduiertenprogramm der Universitäten Bonn und Köln. Das Programm führt Studierende mit einem Bachelorabschluss in Physik (oder einem verwandten Fach) zum Masterabschluss. Die erfolgreichsten Studierenden schließen anschließend mit einem PhD ab. Die M.Sc.- und PhD-Programme werden sowohl in Physik als auch in Astrophysik angeboten.
Die BCGS bietet Mentoring, Forschungspraktika, Stipendien, Reisekostenzuschüsse und ein Forschungsumfeld. 2007 wurde sie im Rahmen der Exzellenzinitiative der Deutschen Forschungsgemeinschaft gefördert.

## Studium
Das BCGS steht exzellenten Studierenden aus aller Welt offen, die nach ihrem Bachelorabschluss einen Masterstudiengang und anschließend möglicherweise eine Promotion absolvieren möchten. Studierende mit Masterabschluss können direkt promovieren. Das BCGS ermöglicht den erfolgreichsten Studierenden einen nahtlosen Übergang vom Master- zum PhD-Studium, obwohl zwei separate Abschlüsse verliehen werden.
Im Rahmen des BCGS-Stipendienprogramms vergibt das BCGS Vollstipendien für jährlich etwa 20 Masterstudierende. Die Stipendien werden kompetitiv vergeben, wobei alle Bewerbungen von Professoren beider Universitäten bewertet werden.

### Vorträge
Das BCGS ermöglicht Studierenden die Teilnahme an Lehrveranstaltungen in Köln und Bonn. Um dies zu ermöglichen, werden einige Vorlesungen zusätzlich als Videokonferenzen übertragen. Da Bonn und Köln zudem weniger als eine halbe Stunde mit öffentlichen Verkehrsmitteln voneinander entfernt sind, ist auch ein Präsenzbesuch an beiden Universitäten möglich.
Das zweijährige Masterstudium ist modular aufgebaut und umfasst Vorlesungen, Praktika und die Erstellung einer Abschlussarbeit. Die Unterrichtssprache ist Englisch. Während des gesamten Studiums wird jeder Studierende von einem Professor betreut.
Darüber hinaus finden außerhalb der regulären Vorlesungszeit Intensivwochen statt. Studierende und Dozierende arbeiten dabei eine Woche lang Vollzeit an einem spezifischen Thema.

## Forschung
Die Institute für Physik und Astronomie in Bonn und Köln konzentrieren sich auf unterschiedliche Forschungsgebiete; sie decken nahezu das gesamte Spektrum der modernen Physik ab, von Astrophysik, Biophysik und Festkörperforschung bis hin zu Teilchenphysik, Quantenoptik und Stringtheorie.
Beide Institute pflegen zudem kontinuierliche Kooperationen mit internationalen Forschungsgruppen weltweit. Es bestehen Forschungsverbindungen und -kooperationen sowohl in der Kern- und Hadronenphysik als auch in der Festkörperphysik mit dem Forschungszentrum Jülich sowie in der Astronomie/Astrophysik mit dem Max-Planck-Institut für Radioastronomie.

## Studentenengagement und Veranstaltungen
Während des akademischen Jahres bietet die BCGS mehrere feste Veranstaltungen an. Diese finden üblicherweise abwechselnd in Bonn und Köln statt.
Kurz nach Beginn des Wintersemesters im Frühherbst führt die Begrüßungsveranstaltung die neuen Studierenden in die Fakultät ein. Ein eingeladener Referent hält einen Vortrag über ein aktuelles Thema der Physik.
Eine Postersession im Frühjahr bietet fortgeschrittenen Studierenden die Möglichkeit, ihre Forschungsthemen und -ergebnisse zu präsentieren. Die präsentierenden Studierenden erhalten Feedback und neue Impulse für ihre Arbeit, während jüngere Studierende einen Überblick über die aktuellen Forschungsthemen beider Universitäten erhalten.